# Georg Friedrich von Gerstenbergk
Georg Friedrich Conrad Ludwig Müller von Gerstenbergk (geboren als Georg Friedrich Müller; * 24. Oktober 1778 in Ronneburg, Herzogtum Sachsen-Altenburg; † 14. Februar 1838 in Rautenberg, Herzogtum Sachsen-Altenburg) war ein deutscher Jurist, Schriftsteller und Kanzler im Großherzogtum Sachsen-Weimar-Eisenach.

## Leben
Der Vater Georg Friedrich Müller (1748–1811) war Justizrat in Ronneburg, die Mutter war Johanne Christiane, geborene von Gerstenbergk. Der Sohn studierte Jura in Jena und Leipzig und wurde Advokat, Gerichtsdirektor und Vizesyndikus in Ronneburg. In dieser Zeit war er auch für die Herzogin Dorothea von Kurland im nahegelegenen Löbichau tätig.
Seit 1810 lebte Georg Friedrich Müller in Weimar, wo er Assessor der Landesregierung wurde. Anfang 1813 wurde er Regierungsrat, Mitte des Jahres außerdem Geheimer Archivar beim Herzoglichen Hauptarchiv. Er stand (spätestens) ab 1810 mit der Schriftstellerin Johanna Schopenhauer (1766–1838) „auf sehr vertrautem Fuße“ und zog 1813 in ihre Wohnung im Haus am Theaterplatz. Deren Sohn Arthur überwarf sich 1814 wegen dieser Beziehung mit der Mutter völlig.
1814 wurde Georg Friedrich Müller von dem Bruder seiner Mutter, Conrad Ludwig von Gerstenbergk zu Camburg, adoptiert und nahm dessen Adelstitel an. Im Juni 1817 wurde er zum Geheimen Regierungsrat befördert. 1818 unternahm er eine Reise mit Johanna Schopenhauer in die Schweiz.
1829 wurde er zunächst zum Vize-Kanzler der Landesregierung Weimar und dann zum Chef und Kanzler der Landesregierung Eisenach berufen. Er erhielt zum August 1836 den wegen Kränklichkeit erbetenen Abschied mit Pension. Er starb am 14. Februar 1838 um 12 Uhr nachts auf seinem Familiengut in Rautenberg.
Georg Friedrich von Gerstenbergk wurde mit dem Hausorden vom weißen Falken 1832 als Ritter und 1836 als Komtur ausgezeichnet.

## Familie
Am 14. April 1825 heiratete Gerstenbergk Amalie von Häseler (1797–nach 1874). Amalie war die Tochter des 1790 in den Grafenstand nobilitierten August Ferdinand von Häseler (1761–1838), Subsensor des Stifts Unser Lieben Frauen in Magdeburg, und der Gräfin Johanna Auguste von Einsiedel (1783–1864). Der preußische Oberschlosshauptmann zu Königs Wusterhausen Eduard Graf von Haeseler (1799–1879) war ihr Bruder. Über die Familie von Häseler war Georg Friedrich mit Helene von Hülsen verwandt. Amalie von Gerstenbergk lebte in den 1870er Jahren als Witwe in Bergsulza.
Ihr gemeinsamer Sohn war Friedrich Leopold Wolf Ludwig Wendelin von Gerstenbergk, Edler von Zech (* 14. März 1826 in Weimar; † 29. August 1873 in Bergsulza), der am 16. Juni 1867 Staatsminister des Herzogtums Altenburg wurde. Auch er war 1851 unter dem Namen Friedrich von Gerstenberg mit einem Band Gedichte hervorgetreten.

## Texte
Als Friedrich Müller schrieb er Novellen und Gedichte, außerdem Rezensionen und zahlreiche juristische Veröffentlichungen.
- Kaledonische Erzählungen, 1814. Digitalisat.
- Phalänen. Leipzig 1817. Digitalisat.

einige Texte in Das Buch der Lieder, 1866 (Sammlung verschiedener Autoren)
Einige Texte wurden von Komponisten vertont
- Hippolits Lied, von Franz Schubert
- Das Mädchen an das erste Schneeglöckchen, von Carl Maria von Weber